# Малаксер

Приготування брикетної суміші у малаксері

Мала́ксер (рос. малаксер, англ. malaxer, нім. Malaxer m) — апарат для підготовки брикетної суміші з рідким або твердим зв'язуючим. 

## Загальний опис
Являє собою вертикальний паровий змішувач, у якому подрібнене вугілля перебуває в розпушеному стані між перемішуючими серпоподібними лопатями, що обертаються на вертикальному валі. Зв'язуюче подається через розпилювачі у завантажувальну зону, а в міжлопатевий простір підводиться перегріта пара з температурою до 300 °C. Підготовка брикетної суміші у малаксері триває близько 10 хв.
Технологія змішування вугілля і зв'язуючих у малаксері показана на рис. Вугілля після сушки з бункера 1 живильником-дозатором 2 тонким шаром подається у камеру змішування 3. Сюди ж за допомогою форсунок-розпилювачів 4 подається дозована зв'язуюча речовина. Тонкошарова подача вугілля сприяє рівномірному розподілу зв'язуючого по вугільній поверхні. Потім суміш надходить у малаксер 11, обладнаний рядами серпоподібних лопатей 7, закріплених на валу 5, що обертається від привода 10. По висоті малаксера у просторі між лопатями по трубах 6 подають перегріту пару. Знизу малаксера встановлено регулювальний затвор 8, який забезпечує рівномірне надходження брикетної суміші на ґвинтовий конвеєр 9 для її охолодження перед пресуванням.
Підготовка брикетної суміші в малаксері триває близько 10 хв.